# Pavliukivka, Ovruci
Pavliukivka (în ucraineană Павлюківка) este un sat în comuna Ihnatpil din raionul Ovruci, regiunea Jîtomîr, Ucraina.

## Demografie
Componența lingvistică a localității Pavliukivka
     Ucraineană (99,52%)
     Alte limbi (0,48%)
Conform recensământului din 2001, majoritatea populației localității Pavliukivka era vorbitoare de ucraineană (99,52%), existând în minoritate și vorbitori de alte limbi.